# Campeonato de Wimbledon 2015
El Campeonato de Wimbledon 2015 se disputó entre el 29 de junio hasta el 12 de julio de 2015 sobre pistas de césped del All England Lawn Tennis and Croquet Club, ubicado en Wimbledon, Reino Unido. Esta fue la 129.ª edición del Campeonato de Wimbledon y el tercer torneo de Grand Slam de 2015. Consistió en eventos para jugadores profesionales individuales, dobles y dobles mixtos, además de eventos para jugadores júnior y de silla de ruedas, así como para jugadores retirados en dobles invitados.

## Puntos y premios

### Distribución de puntos

#### Séniors
| Evento               | G    | F    | SF  | CF  | Ronda de 16 | Ronda de 32 | Ronda de 64 | Ronda de 128 | Q  | Q3 | Q2 | Q1 |
| Individual masculino | 2000 | 1200 | 720 | 360 | 180         | 90          | 45          | 10           | 25 | 16 | 8  | 0  |
| Dobles masculino     | 2000 | 1200 | 720 | 360 | 180         | 90          | 0           | —            | 25 | —  | —  | —  |
| Individual femenino  | 2000 | 1300 | 780 | 430 | 240         | 130         | 100         | 5            | 60 | 50 | 40 | 2  |
| Dobles femenino      | 2000 | 1300 | 780 | 430 | 240         | 130         | 5           | —            | 48 | —  | —  | —  |

| Evento | G   | F   | SF  | CF  |
| Dobles | 800 | 500 | 375 | 100 |

| Evento               | G   | F   | SF  | CF  | Ronda de 16 | Ronda de 32 | Q  | Q3 |
| Individual masculino | 375 | 270 | 180 | 120 | 75          | 30          | 25 | 20 |
| Individual femenino  | 375 | 270 | 180 | 120 | 75          | 30          | 25 | 20 |
| Dobles masculino     | 270 | 180 | 120 | 75  | 45          | —           | —  | —  |
| Dobles femenino      | 270 | 180 | 120 | 75  | 45          | —           | —  | —  |

### Premios
| Evento                     | G          | F        | SF       | CF       | Ronda de 16 | Ronda de 32 | Ronda de 64 | Ronda de 128 | Q3      | Q2     | Q1     |
| Individual                 | £1,600,000 | £800,000 | £400,000 | £205,000 | £105,000    | £63,000     | £32,000     | £23,500      | £12,000 | £6,000 | £3,000 |
| Dobles *                   | £300,000   | £150,000 | £75,000  | £37,500  | £20,000     | £12,000     | £7,750      | —            | —       | —      | —      |
| Dobles mixto *             | £92,000    | £46,000  | £23,500  | £10,500  | £5,200      | £2,600      | £1,300      | —            | —       | —      | —      |
| Dobles en silla de ruedas* | £8,500     | £5,000   | £3,250   | £2,250   | —           | —           | —           | —            | —       | —      | —      |
| Dobles (invitación)*       | £20,000    | £17,000  | £14,000  | £13,000  | £12,000     | —           | —           | —            | —       | —      | —      |

* Por equipo

## Actuación de los jugadores en el torneo
Individual masculino
| Campeón                        | Campeón                | Finalista               | Finalista                  |
| ------------------------------ | ---------------------- | ----------------------- | -------------------------- |
| Novak Djokovic [1]             | Novak Djokovic [1]     | Roger Federer [2]       | Roger Federer [2]          |
| Semifinalistas                 |                        |                         |                            |
| Richard Gasquet [21]           | Richard Gasquet [21]   | Andy Murray [3]         | Andy Murray [3]            |
| Eliminados en cuartos de final |                        |                         |                            |
| Marin Čilić [9]                | Stan Wawrinka [4]      | Vasek Pospisil          | Gilles Simon [12]          |
| Eliminados en cuarta ronda     |                        |                         |                            |
| Kevin Anderson [14]            | Denis Kudla [WC]       | David Goffin [16]       | Nick Kyrgios [26]          |
| Viktor Troicki [22]            | Ivo Karlović [23]      | Tomáš Berdych [6]       | Roberto Bautista Agut [20] |
| Eliminados en tercera ronda    |                        |                         |                            |
| Nikoloz Basilashvili [Q]       | Gaël Monfils [18]      | Pablo Andújar           | James Ward                 |
| Milos Raonic [7]               | Grigor Dimitrov [11]   | Marcos Baghdatis        | Fernando Verdasco          |
| John Isner [17]                | Leonardo Mayer [24]    | Jo-Wilfried Tsonga [13] | Santiago Giraldo           |
| Dustin Brown [Q]               | Andreas Seppi [25]     | Bernard Tomic [27]      | Sam Groth                  |
| Eliminados en segunda ronda    |                        |                         |                            |
| Kei Nishikori [5]              | Rafael Nadal [10]      | Jarkko Nieminen         | Pierre-Hugues Herbert      |
| Marcel Granollers              | Marsel Ilhan           | Ricardas Berankis       | Matthew Ebden [WC]         |
| Alexander Zverev               | Victor Estrella        | Dominic Thiem [32]      | John Millman [Q]           |
| Liam Broady                    | Steve Johnson          | Kenny de Schepper       | Juan Mónaco                |
| Tommy Haas                     | Jiří Veselý            | Fabio Fognini [30]      | Aljaz Bedene               |
| Albert Ramos                   | Alexandr Dolgopolov    | Borna Ćorić             | Robin Haase                |
| Nicolas Mahut                  | Lukáš Rosol            | Adrian Mannarino        | Blaz Kavcic                |
| Feliciano López [15]           | Benoît Paire           | James Duckworth         | Sam Querrey                |
| Eliminados en primera ronda    |                        |                         |                            |
| Ruben Bemelmans                | Mijaíl Yuzhny          | Facundo Bagnis          | Steve Darcis               |
| Nicolás Almagro [PR]           | Yuichi Sugita          | Michael Berrer [Q]      | Pablo Carreño Busta        |
| Jack Sock                      | Guillermo Garcia-Lopez | Ernests Gulbis          | Jeremy Chardy              |
| Mijaíl Kukushkin               | Alejandro Falla [Q]    | Sergiy Stajovski        | Brydan Klein [WC]          |
| Elias Ymer [Q]                 | Kyle Edmund            | Denis Istomin           | Gilles Muller              |
| Filip Krajinovic               | Yen-Hsun Lu            | Radek Štěpánek          | Aleksandr Nedovyesov [Q]   |
| Tim Smyczek                    | Vincent Millot         | Paolo Lorenzi           | Luca Vanni [LL]            |
| Daniel Gimeno-Traver           | Dušan Lajović          | Florian Mayer [PR]      | Diego Schwartzman          |
| Luke Saville [Q]               | John-Patrick Smith [Q] | Lukáš Lacko             | Federico Delbonis          |
| Donald Young                   | Tommy Robredo [19]     | Martin Klizan           | Benjamin Becker            |
| Joao Sousa                     | Malek Jaziri           | Joao Souza              | Teimuraz Gabashvili        |
| Go Soeda                       | Blaz Rola              | Andreas Haider-Maurer   | Hiroki Moriya              |
| Lucas Pouille                  | Jerzy Janowicz         | Janko Tipsarević [PR]   | Jan-Lennard Struff         |
| Hyeon Chung                    | Marinko Matosevic      | Dudi Sela               | Simone Bolelli             |
| Horacio Zeballos [Q]           | Pablo Cuevas [28]      | Go Soeda                | Thanasi Kokkinakis         |
| Lleyton Hewitt [WC]            | Philipp Kohlschreiber  | Thomaz Bellucci         | Damir Dzumhur              |

Individual femenino
| Campeona                       | Campeona                  | Finalista                 | Finalista                 |
| ------------------------------ | ------------------------- | ------------------------- | ------------------------- |
| Serena Williams [1]            | Serena Williams [1]       | Garbiñe Muguruza [20]     | Garbiñe Muguruza [20]     |
| Semifinalistas                 |                           |                           |                           |
| María Sharápova [4]            | María Sharápova [4]       | Agnieszka Radwańska [13]  | Agnieszka Radwańska [13]  |
| Eliminadas en cuartos de final |                           |                           |                           |
| Victoria Azarenka [23]         | Coco Vandeweghe           | Timea Bacsinszky [15]     | Madison Keys [21]         |
| Eliminadas en cuarta ronda     |                           |                           |                           |
| Venus Williams [16]            | Belinda Bencic [30]       | Zarina Dias               | Lucie Šafařová [6]        |
| Caroline Wozniacki [5]         | Monica Niculescu          | Olga Govortsova [Q]       | Jelena Janković [28]      |
| Eliminadas en tercera ronda    |                           |                           |                           |
| Heather Watson                 | Aleksandra Krunic         | Kristina Mladenovic       | Bethanie Mattek-Sands [Q] |
| Irina-Camelia Begu [29]        | Andrea Petkovic [14]      | Samantha Stosur [22]      | Sloane Stephens           |
| Camila Giorgi [31]             | Angelique Kerber [10]     | Sabine Lisicki [18]       | Kristyna Pliskova         |
| Magdalena Rybarikova           | Tatjana Maria             | Casey Dellacqua           | Petra Kvitova [2]         |
| Eliminadas en segunda ronda    |                           |                           |                           |
| Timea Babos                    | Daniela Hantuchova        | Sara Errani [19]          | Yulia Putintseva          |
| Jeļena Ostapenko [WC]          | Kirsten Flipkens          | Anna-Lena Friedsam        | Ana Ivanovic [7]          |
| Richel Hogenkamp               | Lesia Tsurenko            | Aliaksandra Sasnovich     | Mariana Duque-Marino      |
| Karolína Plíšková              | Urszula Radwanska         | Lauren Davis              | Su-Wei Hsieh              |
| Denisa Allertova               | Lara Arruabarrena         | Mirjana Lucic-Baroni      | Anastasiya Pavliuchenkova |
| Silvia Soler Espinosa          | Christina McHale          | Svetlana Kuznetsova [26]  | Jana Čepelová             |
| Yekaterina Makárova [8]        | Alize Cornet [25]         | Yelizaveta Kulichkova     | Duan Yingying             |
| Ajla Tomljanovic               | Elina Svitolina [17]      | Yevguenia Ródina          | Kurumi Nara               |
| Eliminadas en primera ronda    |                           |                           |                           |
| Margarita Gasparián [Q]        | Petra Cetkovská [Q]       | Dominika Cibulková        | Caroline Garcia [32]      |
| Francesca Schiavone            | Roberta Vinci             | Marina Erakovic           | Madison Brengle           |
| Carla Suárez Navarro [9]       | Alexandra Dulgheru        | Annika Beck               | Anett Kontaveit [WC]      |
| Tsvetana Pironkova             | Vitalia Diachenko         | Alison Van Uytvanck       | Xu Yifan [Q]              |
| Johanna Konta [WC]             | Wang Qiang                | Nicole Gibbs              | Daria Gavrilova           |
| Flavia Pennetta [24]           | Zhu Lin                   | Naomi Broady [WC]         | Shelby Rogers             |
| Irina Falconi                  | Anna Karolína Schmiedlová | Edina Gallovits-Hall [PR] | Danka Kovinić             |
| Barbora Strýcová [27]          | Polona Hercog             | Kaia Kanepi               | Alison Riske              |
| Saisai Zheng                   | Katerina Siniakova        | Pauline Parmentier        | Teliana Pereira           |
| Varvara Lepchenko              | Yaroslava Shvedova        | Mona Barthel              | Carina Witthoeft          |
| Julia Goerges                  | Sesil Karatantcheva       | Johanna Larsson           | Jarmila Gajdosova         |
| Laura Siegemund                | Tereza Smitková           | Mónica Puig               | Simona Halep [3]          |
| Sachia Vickery                 | Karin Knapp               | Andreea Mitu              | Ana Konjuh                |
| Stefanie Voegele               | Yanina Wickmayer          | Bojana Jovanovski         | Eugenie Bouchard [12]     |
| Lucie Hradecka                 | Klara Koukalova           | Tamira Paszek             | Misaki Doi                |
| Yelena Vesnina                 | Laura Robson [WC]         | Magda Linette             | Kiki Bertens              |

## Sumario

### Día 1 (29 de junio)
- Programación del día Archivado el 12 de julio de 2017 en Wayback Machine.
- Cabezas de serie eliminados:
  - Individual masculino:  Tommy Robredo [19],  Pablo Cuevas [28].
  - Individual femenino:  Carla Suárez Navarro [9],  Flavia Pennetta [24],  Barbora Strýcová [27]

| Partidos en Canchas Principales                      | Partidos en Canchas Principales                 | Partidos en Canchas Principales                 | Partidos en Canchas Principales                 |
| Partidos en el Estadio Central All England Club      | Partidos en el Estadio Central All England Club | Partidos en el Estadio Central All England Club | Partidos en el Estadio Central All England Club |
| Modalidad                                            | Ganadores                                       | Perdedores                                      | Resultado                                       |
| ---------------------------------------------------- | ----------------------------------------------- | ----------------------------------------------- | ----------------------------------------------- |
| Individuales masculinos - Primera ronda              | Novak Djokovic [1]                              | Philipp Kohlschreiber                           | 6-4, 6-4, 6-4                                   |
| Individuales femeninos - Primera ronda               | María Sharápova [4]                             | Johanna Konta [WC]                              | 6-2, 6-2                                        |
| Individuales masculinos - Primera ronda              | Stan Wawrinka [4]                               | João Sousa                                      | 6-2, 7-5, 7-6                                   |
| Individuales femeninos - Primera ronda               | Sloane Stephens                                 | Barbora Strýcová [27]                           | 6-4, 6-2                                        |
| Partidos en la Pista N.º 1                           |                                                 |                                                 |                                                 |
| Modalidad                                            | Ganadores                                       | Perdedores                                      | Resultado                                       |
| Individuales femeninos - Primera ronda               | Serena Williams [1]                             | Margarita Gasparyan [Q]                         | 6-4, 6-1                                        |
| Individuales masculinos - Primera ronda              | Kei Nishikori [5]                               | Simone Bolelli                                  | 6-3, 6-7, 6-2, 3-6, 6-3                         |
| Individuales masculinos - Primera ronda              | Grigor Dimitrov [11]                            | Federico Delbonis                               | 6-3, 6-0, 6-4                                   |
| Partidos en la Pista N.º 2                           |                                                 |                                                 |                                                 |
| Modalidad                                            | Ganadores                                       | Perdedores                                      | Resultado                                       |
| Individuales masculinos - Primera ronda              | Nick Kyrgios [26]                               | Diego Schwartzman                               | 6-0, 6-2, 7-6(8-6)                              |
| Individuales masculinos - Primera ronda              | Jarkko Nieminen                                 | Lleyton Hewitt [WC]                             | 3-6, 6-3, 4-6, 6-0, 11-9                        |
| Individuales femeninos - Primera ronda               | Lucie Šafářová [6]                              | Alison Riske                                    | 3-6, 7-5, 6-3                                   |
| Partidos en la Pista N.º 3                           |                                                 |                                                 |                                                 |
| Modalidad                                            | Ganadores                                       | Perdedores                                      | Resultado                                       |
| Individuales masculinos - Primera ronda              | Marin Čilić [9]                                 | Hiroki Moriya [Q]                               | 6-3, 6-2, 7-6                                   |
| Individuales femeninos - Primera ronda               | Ana Ivanovic [7]                                | Xu Yifan [Q]                                    | 6-1, 6-1                                        |
| Individuales masculinos - Primera ronda              | Milos Raonic [7]                                | Daniel Gimeno-Traver                            | 6–2, 6–3, 3–6, 7–6(7–4)                         |
| Individuales femeninos - Primera ronda               | Venus Williams [16]                             | Madison Brengle                                 | 6–0, 6–0                                        |
| Individuales femeninos - Primera ronda               | Mariana Duque Mariño                            | Naomi Broady [WC]                               | 7–6(7–5), 6–0                                   |
| Fondo de color indica un partido de la rama femenina |                                                 |                                                 |                                                 |

### Día 2 (30 de junio)
- Programación del día Archivado el 12 de julio de 2017 en Wayback Machine.
- Cabezas de serie eliminados:
  - Individual masculino:  Guillermo García-López [29],  Jack Sock [31]
  - Individual femenino:  Simona Halep [3],  Eugenie Bouchard [12],  Caroline Garcia [32]

| Partidos en Canchas Principales                      | Partidos en Canchas Principales                 | Partidos en Canchas Principales                 | Partidos en Canchas Principales                 |
| Partidos en el Estadio Central All England Club      | Partidos en el Estadio Central All England Club | Partidos en el Estadio Central All England Club | Partidos en el Estadio Central All England Club |
| Modalidad                                            | Ganadores                                       | Perdedores                                      | Resultado                                       |
| ---------------------------------------------------- | ----------------------------------------------- | ----------------------------------------------- | ----------------------------------------------- |
| Individuales femeninos - Primera ronda               | Petra Kvitová [2]                               | Kiki Bertens                                    | 6-1, 6-0                                        |
| Individuales masculinos - Primera ronda              | Roger Federer [2]                               | Damir Džumhur                                   | 6-1, 6-3, 6-3                                   |
| Individuales masculinos - Primera ronda              | Andy Murray [3]                                 | Mikhail Kukushkin                               | 6–4, 7–6(7–3), 6–4                              |
| Individuales femeninos - Primera ronda               | Caroline Wozniacki [5]                          | Zheng Saisai                                    | 7-5, 6-0                                        |
| Partidos en la Pista N.º 1                           |                                                 |                                                 |                                                 |
| Modalidad                                            | Ganadores                                       | Perdedores                                      | Resultado                                       |
| Individuales masculinos - Primera ronda              | Rafael Nadal [10]                               | Thomaz Bellucci                                 | 6-4, 6-2, 6-4                                   |
| Individuales femeninos - Primera ronda               | Jana Čepelová                                   | Simona Halep [3]                                | 5–7, 6–4, 6–4                                   |
| Individuales masculinos - Primera ronda              | Tomáš Berdych [6]                               | Jérémy Chardy                                   | 6-2, 6-7(8-10), 7-6(7-3), 7-6(7-5)              |
| Partidos en la Pista N.º 2                           |                                                 |                                                 |                                                 |
| Modalidad                                            | Ganadores                                       | Perdedores                                      | Resultado                                       |
| Individuales masculinos - Primera ronda              | Jo-Wilfried Tsonga [13]                         | Gilles Müller                                   | 7-6(10-8), 6-7(3-7), 6-4, 3-6, 6-2              |
| Individuales masculinos - Primera ronda              | Gilles Simon [12]                               | Nicolás Almagro [PR]                            | 6-4, 6-4, 7-5                                   |
| Individuales femeninos - Primera ronda               | Yekaterina Makarova [8]                         | Sachia Vickery [Q]                              | 6-2, 6-4                                        |
| Partidos en la Pista N.º 3                           |                                                 |                                                 |                                                 |
| Modalidad                                            | Ganadores                                       | Perdedores                                      | Resultado                                       |
| Individuales masculinos - Primera ronda              | Alexandr Dolgopolov                             | Kyle Edmund [WC]                                | 7-6(7-4), 6-1, 6-2                              |
| Individuales femeninos - Primera ronda               | Evgeniya Rodina                                 | Laura Robson WC]                                | 6-4, 6-4                                        |
| Individuales femeninos - Primera ronda               | Duan Yingying                                   | Eugenie Bouchard [12]                           | 7–6(7-3), 6–4                                   |
| Individuales masculinos - Primera ronda              | Gaël Monfils [18]                               | Pablo Carreño Busta                             | 6-4, 6-4, 7-5                                   |
| Fondo de color indica un partido de la rama femenina |                                                 |                                                 |                                                 |

### Día 3 (1 de julio)
- Programación del día Archivado el 12 de julio de 2017 en Wayback Machine.
- Cabezas de serie eliminados:
  - Individual masculino:  Kei Nishikori [5],  Dominic Thiem [32]
  - Individual femenino:  Ana Ivanovic [7], Karolína Plíšková [11],  Sara Errani [19]
  - Dobles masculino:  Simone Bolelli /  Fabio Fognini [5],  Pablo Cuevas /  David Marrero [12]
  - Dobles femenino:  Chan Yung-jan /  Zheng Jie [13]

| Partidos en Canchas Principales                      | Partidos en Canchas Principales                 | Partidos en Canchas Principales                 | Partidos en Canchas Principales                 |
| Partidos en el Estadio Central All England Club      | Partidos en el Estadio Central All England Club | Partidos en el Estadio Central All England Club | Partidos en el Estadio Central All England Club |
| Modalidad                                            | Ganadores                                       | Perdedores                                      | Resultado                                       |
| ---------------------------------------------------- | ----------------------------------------------- | ----------------------------------------------- | ----------------------------------------------- |
| Individuales masculinos - Segunda ronda              | Novak Djokovic [1]                              | Jarkko Nieminen                                 | 6-4, 6-2, 6-3                                   |
| Individuales masculinos - Segunda ronda              | Santiago Giraldo                                | Kei Nishikori [5]                               | Walkover                                        |
| Individuales masculinos - Segunda ronda              | Marin Čilić [9]                                 | Ričardas Berankis                               | 6–3, 4–6, 7–6(8–6), 4–6, 7–5                    |
| Individuales femeninos - Segunda ronda               | Serena Williams [1]                             | Tímea Babos                                     | 6–4, 6–1                                        |
| Partidos en la Pista N.º 1                           |                                                 |                                                 |                                                 |
| Modalidad                                            | Ganadores                                       | Perdedores                                      | Resultado                                       |
| Individuales masculinos - Segunda ronda              | Milos Raonic [7]                                | Tommy Haas [PR]                                 | 6-0 6-2, 6–7(5–7), 7–6(7–4)                     |
| Individuales femeninos - Segunda ronda               | Heather Watson                                  | Daniela Hantuchová                              | 6-4, 6-2                                        |
| Individuales masculinos - Segunda ronda              | Stan Wawrinka [4]                               | Víctor Estrella                                 | 6–3, 6–4, 7–5                                   |
| Partidos en la Pista N.º 2                           |                                                 |                                                 |                                                 |
| Modalidad                                            | Ganadores                                       | Perdedores                                      | Resultado                                       |
| Individuales masculinos - Segunda ronda              | Grigor Dimitrov [11]                            | Steve Johnson                                   | 7–6(10–8), 6–2, 7–6(7–2)                        |
| Individuales femeninos - Segunda ronda               | María Sharápova [4]                             | Richèl Hogenkamp                                | 6–3, 6–1                                        |
| Individuales masculinos - Segunda ronda              | Kevin Anderson [14]                             | Marsel İlhan                                    | 6–7(5–7), 7–6(8–6), 6–4, 6–4                    |
| Individuales femeninos - Segunda ronda               | Venus Williams [16]                             | Yulia Putintseva                                | 7–6(7–5), 6–4                                   |
| Partidos en la Pista N.º 3                           |                                                 |                                                 |                                                 |
| Modalidad                                            | Ganadores                                       | Perdedores                                      | Resultado                                       |
| Individuales masculino - Segunda ronda               | David Goffin [16]                               | Liam Broady                                     | 7–6(7–3), 6–1, 6–1                              |
| Individuales femeninos - Primera ronda               | Madison Keys [21]                               | Stefanie Vögele                                 | 6–7(6–8), 6–3, 6–4                              |
| Individuales masculinos - Segunda ronda              | Fernando Verdasco                               | Dominic Thiem [32]                              | 6-3, 4-6, 7-6, 4-6 y 7-5.                       |
| Individuales femeninos - Segunda ronda               | Bethanie Mattek-Sands [Q]                       | Ana Ivanovic [7]                                | 6–3, 6–4                                        |
| Fondo de color indica un partido de la rama femenina |                                                 |                                                 |                                                 |

### Día 4 (2 de julio)
- Programación del día Archivado el 14 de julio de 2014 en Wayback Machine.
- Cabezas de serie eliminados:
  - Individual masculino:  Rafael Nadal [10],  Feliciano López [15],  Fabio Fognini [30]
  - Individual femenino:  Yekaterina Makarova [8],  Elina Svitolina [17],  Yekaterina Makarova [25],  Svetlana Kuznetsova [26]
  - Dobles masculino:  Marin Draganja /  Henri Kontinen [15]
  - Dobles femenino:  Anastasia Rodionova /  Arina Rodionova [15]

| Partidos en Canchas Principales                      | Partidos en Canchas Principales                 | Partidos en Canchas Principales                 | Partidos en Canchas Principales                 |
| Partidos en el Estadio Central All England Club      | Partidos en el Estadio Central All England Club | Partidos en el Estadio Central All England Club | Partidos en el Estadio Central All England Club |
| Modalidad                                            | Ganadores                                       | Perdedores                                      | Resultado                                       |
| ---------------------------------------------------- | ----------------------------------------------- | ----------------------------------------------- | ----------------------------------------------- |
| Individuales femeninos - Segunda ronda               | Sabine Lisicki [18]                             | Christina McHale                                | 2-6, 7-5, 6-1                                   |
| Individuales masculinos - Segunda ronda              | Roger Federer [2]                               | Sam Querrey                                     | 6–4, 6–2, 6–2                                   |
| Individuales masculinos - Segunda ronda              | Dustin Brown [Q]                                | Rafael Nadal [10]                               | 7–5, 3–6, 6–4, 6–4                              |
| Partidos en la Pista N.º 1                           |                                                 |                                                 |                                                 |
| Modalidad                                            | Ganadores                                       | Perdedores                                      | Resultado                                       |
| Individuales masculinos - Segunda ronda              | Andy Murray [3]                                 | Robin Haase                                     | 6–1, 6–1, 6–4                                   |
| Individuales femeninos - Segunda ronda               | Petra Kvitova [2]                               | Kurumi Nara                                     | 6–2, 6–0                                        |
| Individuales masculinos - Segunda ronda              | Jo-Wilfried Tsonga [13]                         | Albert Ramos-Viñolas                            | 6–3, 6–4, 6–4                                   |
| Individuales femeninos - Segunda ronda               | Kristýna Plíšková                               | Svetlana Kuznetsova [26]                        | 3–6, 6–3, 6–4                                   |
| Partidos en la Pista N.º 2                           |                                                 |                                                 |                                                 |
| Modalidad                                            | Ganadores                                       | Perdedores                                      | Resultado                                       |
| Individuales masculinos - Segunda ronda              | James Ward [WC]                                 | Jiri Vesely                                     | 6–2, 7–6(7–4), 3–6, 6–3                         |
| Individuales femeninos - Segunda ronda               | Agnieszka Radwańska [13]                        | Ajla Tomljanovic                                | 6–0, 6–2                                        |
| Individuales masculinos - Segunda ronda              | Tomáš Berdych [6]                               | Nicolas Mahut                                   | 6–1, 6–4, 6–4                                   |
| Dobles femeninos - Segunda ronda                     | Chan Hao-ching [5] Alison Van Uytvanck [5]      | Johanna Konta Maria Sánchez                     | 7–6(7–5), 6–2                                   |
| Partidos en la Pista N.º 3                           |                                                 |                                                 |                                                 |
| Modalidad                                            | Ganadores                                       | Perdedores                                      | Resultado                                       |
| Individuales femeninos - Segunda ronda               | Magdalena Rybarikova                            | Yekaterina Makarova [8]                         | 6–2, 7–5                                        |
| Individuales masculinos - Segunda ronda              | Gilles Simon [12]                               | Blaz Kavcic                                     | 6–1, 6–1, 6–7(5-7), 6–1                         |
| Individuales masculinos - Segunda ronda              | Gael Monfils [18]                               | Adrian Mannarino                                | 7–6(7–5), 6–3, 7–5                              |
| Dobles femeninos - Segunda ronda                     | Raquel Kops-Jones [5] Abigail Spears [5]        | Darija Jurak Ana Konjuh                         | 6–3, 6–4                                        |
| Fondo de color indica un partido de la rama femenina |                                                 |                                                 |                                                 |

### Día 5 (3 de julio)
- Programación del día Archivado el 7 de julio de 2018 en Wayback Machine.
- Cabezas de serie eliminados:
  - Individual masculino:  Milos Raonic [7],  Grigor Dimitrov [11],  Leonardo Mayer [24],  Bernard Tomic [27]
  - Individual femenino:  Andrea Petkovic [14],  Samantha Stosur [22],  Irina-Camelia Begu [29]
  - Dobles masculino:  Marcel Granollers /  Marc López [6],  Raven Klaasen /  Rajeev Ram [14]
  - Dobles femenino:  Garbiñe Muguruza /  Carla Suárez Navarro [6]

| Partidos en Canchas Principales                      | Partidos en Canchas Principales                 | Partidos en Canchas Principales                 | Partidos en Canchas Principales                      |
| Partidos en el Estadio Central All England Club      | Partidos en el Estadio Central All England Club | Partidos en el Estadio Central All England Club | Partidos en el Estadio Central All England Club      |
| Modalidad                                            | Ganadores                                       | Perdedores                                      | Resultado                                            |
| ---------------------------------------------------- | ----------------------------------------------- | ----------------------------------------------- | ---------------------------------------------------- |
| Individuales masculinos - Tercera ronda              | Richard Gasquet [21]                            | Grigor Dimitrov [11]                            | 6–3, 6–4, 6–4                                        |
| Individuales masculinos - Tercera ronda              | Novak Djokovic [1]                              | Bernard Tomic [27]                              | 6–3, 6–3, 6–3                                        |
| Individuales femeninos - Tercera ronda               | Serena Williams [1]                             | Heather Watson                                  | 6–2, 4–6, 7–5                                        |
| Partidos en la Pista N.º 1                           |                                                 |                                                 |                                                      |
| Modalidad                                            | Ganadores                                       | Perdedores                                      | Resultado                                            |
| Individuales masculinos - Tercera ronda              | Stan Wawrinka [4]                               | Fernando Verdasco                               | 6–4, 6–3, 6–4                                        |
| Individuales femeninos - Tercera ronda               | María Sharápova [4]                             | Irina-Camelia Begu [29]                         | 6–4, 6–3                                             |
| Individuales masculinos - Tercera ronda              | Marin Čilić [9] vs John Isner [17]              | Marin Čilić [9] vs John Isner [17]              | 7–6(7–4), 6–7(6–8), 6–4, 6–7(4–7), 10–10, suspendido |
| Partidos en la Pista N.º 2                           |                                                 |                                                 |                                                      |
| Modalidad                                            | Ganadores                                       | Perdedores                                      | Resultado                                            |
| Individuales masculinos - Tercera ronda              | Nick Kyrgios [26]                               | Milos Raonic [7]                                | 5–7, 7–5, 7–6(7–3), 6–3                              |
| Individuales femeninos - Tercera ronda               | Lucie Šafářová [6]                              | Sloane Stephens                                 | 3–6, 6–3, 6–1                                        |
| Individuales femeninos - Tercera ronda               | Venus Williams [16]                             | Aleksandra Krunić                               | 6–3, 6–2                                             |
| Dobles mixto - Primera ronda                         | Ivan Dodig Ajla Tomljanović                     | Neal Skupski [WC] Lisa Raymond [WC]             | 7–6(7–5), 7–6(7–4)                                   |
| Partidos en la Pista N.º 3                           |                                                 |                                                 |                                                      |
| Modalidad                                            | Ganadores                                       | Perdedores                                      | Resultado                                            |
| Individuales masculino - Tercera ronda               | David Goffin [16]                               | Marcos Baghdatis                                | 6–3, 6–4, 6–2                                        |
| Individuales femenino - Tercera ronda                | Coco Vandeweghe'                                | Samantha Stosur [22]                            | 6–2, 6–0                                             |
| Individuales femenino - Tercera ronda                | Victoria Azarenka [23]                          | Kristina Mladenovic                             | 6–4, 6–4                                             |
| Dobles masculino - Segunda ronda                     | Bob Bryan [1] Mike Bryan [1]                    | Steve Johnson Sam Querrey                       | 6–1, 5–7, 7–6(7–3), 6–3                              |
| Fondo de color indica un partido de la rama femenina |                                                 |                                                 |                                                      |

### Día 6 (4 de julio)
- Programación del día
- Cabezas de serie eliminados:
  - Individual masculino:  Jo-Wilfried Tsonga [13],  John Isner [17],  Gaël Monfils [18],  Andreas Seppi [25]
  - Individual femenino:  Petra Kvitová [2],  Angelique Kerber [10],  Sabine Lisicki [18],  Camila Giorgi [31]
  - Dobles masculino:  Juan Sebastián Cabal /  Robert Farah [16]
  - Dobles femenino:  Andrea Hlaváčková /  Lucie Hradecká [8],  Caroline Garcia /  Katarina Srebotnik [10]
  - Dobles mixto:  Bob Bryan /  Caroline Garcia [4],  Jean-Julien Rojer /  Anna-Lena Grönefeld [11] ,  John Peers /  Chan Yung-jan [14]

| Partidos en Canchas Principales                      | Partidos en Canchas Principales                 | Partidos en Canchas Principales                 | Partidos en Canchas Principales                 |
| Partidos en el Estadio Central All England Club      | Partidos en el Estadio Central All England Club | Partidos en el Estadio Central All England Club | Partidos en el Estadio Central All England Club |
| Modalidad                                            | Ganadores                                       | Perdedores                                      | Resultado                                       |
| ---------------------------------------------------- | ----------------------------------------------- | ----------------------------------------------- | ----------------------------------------------- |
| Individuales masculinos - Tercera ronda              | Roger Federer [2]                               | Sam Groth                                       | 6–4, 6–4, 6–7(5–7), 6–2                         |
| Individuales femeninos - Tercera ronda               | Jelena Janković [28]                            | Petra Kvitová [2]                               | 3–6, 7–5, 6–4                                   |
| Individuales masculinos - Tercera ronda              | Andy Murray [3]                                 | Andreas Seppi [25]                              | 6–2, 6–2, 1–6, 6–1                              |
| Individuales masculino - Tercera ronda               | Gilles Simon [12]                               | Gaël Monfils [18]                               |                                                 |
| Partidos en la Pista N.º 1                           |                                                 |                                                 |                                                 |
| Modalidad                                            | Ganadores                                       | Perdedores                                      | Resultado                                       |
| Individuales femeninos - Tercera ronda               | Caroline Wozniacki [5]                          | Camila Giorgi [31]                              | 6–2, 6–2                                        |
| Individuales masculinos - Tercera ronda              | Marin Čilić [9]                                 | John Isner [17]                                 | 7–6(7–4), 6–7(6–8), 6–4, 6–7(4–7), 12–10        |
| Individuales masculinos - Tercera ronda              | Vasek Pospisil                                  | James Ward [WC]                                 | 6–4, 3–6, 2–6, 6–3, 8–6                         |
| Partidos en la Pista N.º 2                           |                                                 |                                                 |                                                 |
| Modalidad                                            | Ganadores                                       | Perdedores                                      | Resultado                                       |
| Individuales femeninos - Tercera ronda               | Garbiñe Muguruza [20]                           | Angelique Kerber [10]                           | 7–6(14–12), 1–6, 6–2                            |
| Individuales femeninos - Tercera ronda               | Timea Bacsinszky [15]                           | Sabine Lisicki [18]                             | 6–3, 6–2                                        |
| Individuales masculinos - Tercera ronda              | Tomáš Berdych [6]                               | Pablo Andújar                                   | 4–6, 6–0, 6–3, 7–6(7–3)                         |
| Dobles mixto - Segunda ronda                         | Leander Paes [7] Martina Hingis [7]             | Édouard Roger-Vasselin Alizé Cornet             | 6–4, 6–2                                        |
| Partidos en la Pista N.º 3                           |                                                 |                                                 |                                                 |
| Modalidad                                            | Ganadores                                       | Perdedores                                      | Resultado                                       |
| Individuales masculinos - Tercera ronda              | Viktor Troicki [23]                             | Dustin Brown [Q]                                | 6–4, 7–6(7–3), 4–6, 6–3                         |
| Individuales masculinos - Tercera ronda              | Ivo Karlović [23]                               | Jo-Wilfried Tsonga [13]                         | 7–6(7–3), 4–6, 7–6(7–2), 7–6(11–9)              |
| Dobles femeninos - Segunda ronda                     | Casey Dellacqua [9] Yaroslava Shvedova [9]      | Daniela Hantuchová Samantha Stosur              | 6–3, 6–0                                        |
| Dobles femeninos - Primera ronda                     | Oliver Marach [Alt] Olga Savchuk [Alt]          | Max Mirnyi Heather Watson                       | 6–7(5–7), 7–6(7–4), 6–4                         |
| Fondo de color indica un partido de la rama femenina |                                                 |                                                 |                                                 |

### Middle Sunday
Siguiendo la tradición, este es un día de descanso, sin partidos.

### Día 7 (6 de julio)
- Programación del día Archivado el 10 de julio de 2018 en Wayback Machine.
- Cabezas de serie eliminados:
  - Individual masculino:  Tomáš Berdych [6],  David Goffin [16],  Roberto Bautista Agut [20],  Viktor Troicki [22],  Ivo Karlović [23],  Nick Kyrgios [26]
  - Individual femenino:  Caroline Wozniacki [5],  Lucie Šafářová [6],  Venus Williams [16],  Jelena Janković [28],  Belinda Bencic [30]
  - Dobles masculino:  Vasek Pospisil /  Jack Sock [3],  Pierre-Hugues Herbert /  Nicolas Mahut [10],  Daniel Nestor /  Leander Paes [11]
  - Dobles femenino:  Alla Kudryavtseva /  Anastasiya Pavliuchenkova [11],  Michaëlla Krajicek /  Barbora Strýcová [14],  Anabel Medina Garrigues /  Arantxa Parra Santonja [16]
  - Dobles mixto:  Florin Mergea /  Michaëlla Krajicek [13],  Henri Kontinen /  Zheng Jie [15] ,  David Marrero /  Arantxa Parra Santonja [17]

| Partidos en Canchas Principales                      | Partidos en Canchas Principales                 | Partidos en Canchas Principales                 | Partidos en Canchas Principales                 |
| Partidos en el Estadio Central All England Club      | Partidos en el Estadio Central All England Club | Partidos en el Estadio Central All England Club | Partidos en el Estadio Central All England Club |
| Modalidad                                            | Ganadores                                       | Perdedores                                      | Resultado                                       |
| ---------------------------------------------------- | ----------------------------------------------- | ----------------------------------------------- | ----------------------------------------------- |
| Individuales femeninos - Cuarta ronda                | Serena Williams [1]                             | Venus Williams [16]                             | 6–4, 6–3                                        |
| Individuales masculinos - Cuarta ronda               | Andy Murray [3]                                 | Ivo Karlović [23]                               | 7–6(9–7), 6–4, 5–7, 6–4                         |
| Individuales masculinos - Cuarta ronda               | Roger Federer [2]                               | Roberto Bautista Agut [20]                      | 6–2, 6–2, 6–3                                   |
| Partidos en la Pista N.º 1                           |                                                 |                                                 |                                                 |
| Modalidad                                            | Ganadores                                       | Perdedores                                      | Resultado                                       |
| Individuales femeninos - Cuarta ronda                | María Sharápova [4]                             | Zarina Diyas                                    | 6–4, 6–4                                        |
| Individuales masculinos - Cuarta ronda               | Stan Wawrinka [4]                               | David Goffin [16]                               | 7–6(7–3), 7–6(9–7), 6–4                         |
| Individuales masculinos - Cuarta ronda               | Novak Djokovic [1] vs Kevin Anderson [14]       | Novak Djokovic [1] vs Kevin Anderson [14]       | 6–7(6–8), 6–7(6–8), 6–1, 6–4, suspendido        |
| Partidos en la Pista N.º 2                           |                                                 |                                                 |                                                 |
| Modalidad                                            | Ganadores                                       | Perdedores                                      | Resultado                                       |
| Individuales masculinos - Cuarta ronda               | Richard Gasquet [21]                            | Nick Kyrgios [26]                               | 7–5, 6–1, 6–7(7–9), 7–6(8–6)                    |
| Individuales femeninos - Cuarta ronda                | Garbiñe Muguruza [20]                           | Caroline Wozniacki [5]                          | 6–4, 6–4                                        |
| Individuales masculinos - Cuarta ronda               | Gilles Simon [12]                               | Tomáš Berdych [6]                               | 6–4, 6–4, 6–2                                   |
| Dobles masculino - Segunda ronda                     | Raluca Olaru [Alt] Michael Venus [Alt]          | Zheng Jie [15] Henri Kontinen [15]              | 6–4, 6–2                                        |
| Partidos en la Pista N.º 3                           |                                                 |                                                 |                                                 |
| Modalidad                                            | Ganadores                                       | Perdedores                                      | Resultado                                       |
| Individuales femeninos - Cuarta ronda                | Coco Vandeweghe                                 | Lucie Šafářová [6]                              | 7–6(7–1), 7–6(7–4)                              |
| Individuales femeninos - Cuarta ronda                | Agnieszka Radwańska [13]                        | Jelena Janković [28]                            | 7–5, 6–4                                        |
| Individuales masculinos - Cuarta ronda               | Marin Čilić [9]                                 | Denis Kudla [WC]                                | 6–4, 4–6, 6–3, 7–5                              |
| Dobles mixto - Segunda ronda                         | Daniel Nestor [8] Kristina Mladenovic [8]       | Ken Skupski [WC] Johanna Konta [WC]             | 5–7, 6–1, 6–4                                   |
| Fondo de color indica un partido de la rama femenina |                                                 |                                                 |                                                 |

### Día 8 (7 de julio)
- Programación del día Archivado el 10 de julio de 2018 en Wayback Machine.
- Cabezas de serie eliminados:
  - Individual masculino:  Kevin Anderson [14]
  - Individual femenino:  Timea Bacsinszky [15],  Madison Keys [21],  Victoria Azarenka [23]
  - Dobles masculino:  Bob Bryan /  Mike Bryan [1],  Ivan Dodig /  Marcelo Melo [2],  Marcin Matkowski /  Nenad Zimonjić [7],  Alexander Peya /  Bruno Soares [8]
  - Dobles mixto:

| Partidos en Canchas Principales                      | Partidos en Canchas Principales                 | Partidos en Canchas Principales                 | Partidos en Canchas Principales                 |
| Partidos en el Estadio Central All England Club      | Partidos en el Estadio Central All England Club | Partidos en el Estadio Central All England Club | Partidos en el Estadio Central All England Club |
| Modalidad                                            | Ganadores                                       | Perdedores                                      | Resultado                                       |
| ---------------------------------------------------- | ----------------------------------------------- | ----------------------------------------------- | ----------------------------------------------- |
| Individuales femeninos - Cuartos de final            | María Sharápova [4]                             | Coco Vandeweghe                                 | 6-3, 6-7(3–7), 6-2                              |
| Individuales femeninos - Cuartos de final            | Serena Williams [1]                             | Victoria Azarenka [23]                          | 3-6, 6-2, 6-3                                   |
| Partidos en la Pista N.º 1                           |                                                 |                                                 |                                                 |
| Modalidad                                            | Ganadores                                       | Perdedores                                      | Resultado                                       |
| Individuales masculinos - Cuarta ronda               | Novak Djokovic [1]                              | Kevin Anderson [14]                             | 6–7(6–8), 6–7(6–8), 6–1, 6–4, 7-5               |
| Individuales femeninos - Cuartos de final            | Garbiñe Muguruza [20]                           | Timea Bacsinszky [15]                           | 7-5, 6-3                                        |
| Individuales femeninos - Cuartos de final            | Agnieszka Radwańska [13]                        | Madison Keys [21]                               | 7-6(7–3), 3-6, 6-3                              |
| Partidos en la Pista N.º 2                           |                                                 |                                                 |                                                 |
| Modalidad                                            | Ganadores                                       | Perdedores                                      | Resultado                                       |
| Dobles mixto - Tercera ronda                         | Leander Paes [7] Martina Hingis [7]             | Artem Sitak Anastasia Rodionova                 | 6-2, 6-2                                        |
| Dobles masculinos - Cuartos de final                 | Jamie Murray [13] John Peers [13]               | Alexander Peya [8] Bruno Soares [8]             | 6-4, 7-6(7–3), 6-3                              |
| Fondo de color indica un partido de la rama femenina |                                                 |                                                 |                                                 |

### Día 9 (8 de julio)
- Programación del día Archivado el 12 de julio de 2018 en Wayback Machine.
- Cabezas de serie eliminados:
  - Individual masculino:  Stan Wawrinka [4],  Marin Čilić [9],  Gilles Simon [12]
  - Dobles femenino:  Bethanie Mattek-Sands /  Lucie Šafářová [3],  Hsieh Su-wei /  Flavia Pennetta [7],  Casey Dellacqua /  Yaroslava Shvedova [9]
  - Dobles mixto:  Raven Klaasen /  Raquel Kops-Jones [10],  Andrea Hlaváčková /  Łukasz Kubot [16]

| Partidos en Canchas Principales                      | Partidos en Canchas Principales                 | Partidos en Canchas Principales                 | Partidos en Canchas Principales                 |
| Partidos en el Estadio Central All England Club      | Partidos en el Estadio Central All England Club | Partidos en el Estadio Central All England Club | Partidos en el Estadio Central All England Club |
| Modalidad                                            | Ganadores                                       | Perdedores                                      | Resultado                                       |
| ---------------------------------------------------- | ----------------------------------------------- | ----------------------------------------------- | ----------------------------------------------- |
| Individuales masculinos - Cuartos de final           | Andy Murray [3]                                 | Vasek Pospisil                                  | 6-4, 7-5, 6-4                                   |
| Individuales masculinos - Cuartos de final           | Novak Djokovic [1]                              | Marin Čilić [9]                                 | 6-4, 6-4, 6-4                                   |
| Partidos en la Pista N.º 1                           |                                                 |                                                 |                                                 |
| Modalidad                                            | Ganadores                                       | Perdedores                                      | Resultado                                       |
| Individuales masculinos - Cuartos de final           | Roger Federer [2]                               | Gilles Simon [12]                               | 6–3, 7–5, 6–2                                   |
| Individuales masculinos - Cuartos de final           | Richard Gasquet [21]                            | Stan Wawrinka [4]                               | 6–4, 4–6, 3–6, 6–4, 11–9                        |
| Fondo de color indica un partido de la rama femenina |                                                 |                                                 |                                                 |

### Día 10 (9 de julio)
- Programación del día Archivado el 12 de julio de 2018 en Wayback Machine.
- Cabezas de serie eliminados:
  - Individual femenino:  María Sharápova [4],  Agnieszka Radwanska [13]
  - Dobles masculino:  Rohan Bopanna /  Florin Mergea [9]
  - Dobles mixto:  Bruno Soares /  Sania Mirza [2],  Marcin Matkowski  /  Yelena Vesnina [3],  Horia Tecău  /  Katarina Srebotnik [6],  Daniel Nestor /  Kristina Mladenovic [8]

| Partidos en Canchas Principales                      | Partidos en Canchas Principales                 | Partidos en Canchas Principales                 | Partidos en Canchas Principales                 |
| Partidos en el Estadio Central All England Club      | Partidos en el Estadio Central All England Club | Partidos en el Estadio Central All England Club | Partidos en el Estadio Central All England Club |
| Modalidad                                            | Ganadores                                       | Perdedores                                      | Resultado                                       |
| ---------------------------------------------------- | ----------------------------------------------- | ----------------------------------------------- | ----------------------------------------------- |
| Individuales femeninos - Semifinales                 | Garbine Muguruza [20]                           | Agnieszka Radwanska [13]                        | 6-2, 3-6, 6-3                                   |
| Individuales femeninos - Semifinales                 | Serena Williams [1]                             | María Sharápova [4]                             | 6-2, 6-4                                        |
| Dobles masculino - Semifinales                       | Jamie Murray John Peers [13]                    | Jonathan Erlich Philipp Petzschner              | 4-6, 6-3, 6-4, 6-2                              |
| Partidos en la Pista N.º 1                           |                                                 |                                                 |                                                 |
| Modalidad                                            | Ganadores                                       | Perdedores                                      | Resultado                                       |
| Dobles mixto - Cuartos de final                      | Mike Bryan [1] Bethanie Mattek-Sands [1]        | Daniel Nestor [8] Kristina Mladenovic [8]       | 7-6(7-2), 6-2                                   |
| Dobles mixto - Cuartos de final                      | Leander Paes [7] Martina Hingis [7]             | Marcin Matkowski [3] Yelena Vesnina [3]         | 6-2, 6-1                                        |
| Partidos en la Pista N.º 2                           |                                                 |                                                 |                                                 |
| Modalidad                                            | Ganadores                                       | Perdedores                                      | Resultado                                       |
| Dobles masculino - Semifinales                       | Jean-Julien Rojer [4] Horia Tecău [4]           | Rohan Bopanna [9] Florin Mergea [9]             | 4-6, 6-2, 6-3, 4-6, 13-11                       |
| Dobles mixto - Cuartos de final                      | Alexander Peya [5] Tímea Babos [5]              | Bruno Soares [2] Sania Mirza [2]                | 3-6, 7-6(8-6), 9-7                              |
| Dobles mixto - Cuartos de final                      | Robert Lindstedt Anabel Medina Garrigues        | Horia Tecău [6] Katarina Srebotnik [6]          | 6-4, 1-6, 6-3                                   |
| Fondo de color indica un partido de la rama femenina |                                                 |                                                 |                                                 |

### Día 11 (10 de julio)
- Programación del día Archivado el 14 de julio de 2018 en Wayback Machine.
- Cabezas de serie eliminados:
  - Individual masculino:  Andy Murray [3],  Richard Gasquet [21]
  - Dobles femenino:  Tímea Babos /  Kristina Mladenovic [4],  Raquel Kops-Jones /  Abigail Spears [5]
  - Dobles mixto:  Mike Bryan /  Bethanie Mattek-Sands [1]

| Partidos en Canchas Principales                      | Partidos en Canchas Principales                 | Partidos en Canchas Principales                 | Partidos en Canchas Principales                 |
| Partidos en el Estadio Central All England Club      | Partidos en el Estadio Central All England Club | Partidos en el Estadio Central All England Club | Partidos en el Estadio Central All England Club |
| Modalidad                                            | Ganadores                                       | Perdedores                                      | Resultado                                       |
| ---------------------------------------------------- | ----------------------------------------------- | ----------------------------------------------- | ----------------------------------------------- |
| Individuales masculino - Semifinales                 | Novak Djokovic [1]                              | Richard Gasquet [21]                            | 7-6, 6-4, 6-4                                   |
| Individuales masculino - Semifinales                 | Roger Federer [2]                               | Andy Murray [3]                                 | 7-5, 7-5, 6-4                                   |
| Partidos en la Pista N.º 1                           |                                                 |                                                 |                                                 |
| Modalidad                                            | Ganadores                                       | Perdedores                                      | Resultado                                       |
| Dobles femenino - Semifinales                        | Martina Hingis [1] Sania Mirza [1]              | Raquel Kops-Jones [5] Abigail Spears [5]        | 6-1, 6-2                                        |
| Dobles mixto - Semifinales                           | Leander Paes [7] Martina Hingis [7]             | Mike Bryan [1] Bethanie Mattek-Sands [1]        | 6-3, 6-4                                        |
| Partidos en la Pista N.º 2                           |                                                 |                                                 |                                                 |
| Modalidad                                            | Ganadores                                       | Perdedores                                      | Resultado                                       |
| Dobles femenino - Semifinales                        | Yekaterina Makarova [2] Yelena Vesnina [2]      | Tímea Babos [4] Kristina Mladenovic [4]         | 6-3, 4-6, 6-4                                   |
| Dobles mixto - Semifinales                           | Alexander Peya [5] Tímea Babos [5]              | Robert Lindstedt Anabel Medina Garrigues        | 4-6, 6-3, 11-9                                  |
| Fondo de color indica un partido de la rama femenina |                                                 |                                                 |                                                 |

### Día 12 (11 de julio)
- Programación del día Archivado el 14 de julio de 2018 en Wayback Machine.
- Cabezas de serie eliminados:
  - Individual femenino:  Garbiñe Muguruza [20]
  - Dobles masculino:  Jamie Murray /  John Peers [13]
  - Dobles femenino:  Yekaterina Makárova /  Yelena Vesniná [2]

| Partidos en Canchas Principales                      | Partidos en Canchas Principales                 | Partidos en Canchas Principales                 | Partidos en Canchas Principales                 |
| Partidos en el Estadio Central All England Club      | Partidos en el Estadio Central All England Club | Partidos en el Estadio Central All England Club | Partidos en el Estadio Central All England Club |
| Modalidad                                            | Ganadores                                       | Perdedores                                      | Resultado                                       |
| ---------------------------------------------------- | ----------------------------------------------- | ----------------------------------------------- | ----------------------------------------------- |
| Individuales femenino - Final                        | Serena Williams [1]                             | Garbiñe Muguruza [20]                           | 6-4, 6-4                                        |
| Dobles masculino - Final                             | Jean-Julien Rojer [4] Horia Tecău [4]           | Jamie Murray [13] John Peers [13]               | 7-6(7-5), 6-4, 6-4                              |
| Dobles femenino - Final                              | Martina Hingis [1] Sania Mirza [1]              | Yekaterina Makárova [2] Yelena Vesniná [2]      | 5-7, 7-6(7-4), 7-5                              |
| Fondo de color indica un partido de la rama femenina |                                                 |                                                 |                                                 |

### Día 13 (12 de julio)
- Programación del día Archivado el 15 de julio de 2018 en Wayback Machine.
- Cabezas de serie eliminados:
  - Individual masculino:  Roger Federer [2]
  - Dobles mixto: Alexander Peya /  Tímea Babos [5]

| Partidos en Canchas Principales                      | Partidos en Canchas Principales                 | Partidos en Canchas Principales                 | Partidos en Canchas Principales                 |
| Partidos en el Estadio Central All England Club      | Partidos en el Estadio Central All England Club | Partidos en el Estadio Central All England Club | Partidos en el Estadio Central All England Club |
| Modalidad                                            | Ganadores                                       | Perdedores                                      | Resultado                                       |
| ---------------------------------------------------- | ----------------------------------------------- | ----------------------------------------------- | ----------------------------------------------- |
| Individuales masculinos - Final                      | Novak Djokovic [1]                              | Roger Federer [2]                               | 7–6(7-1), 6–7(10-12), 6–4, 6–3                  |
| Dobles mixto - Final                                 | Leander Paes [7] Martina Hingis [7]             | Alexander Peya [5] Tímea Babos [5]              | 6-1, 6-1                                        |
| Fondo de color indica un partido de la rama femenina |                                                 |                                                 |                                                 |

## Cabezas de serie

### Cuadro individual masculino
| Cabeza de serie | Ranking | Jugador                | Puntos | Puntos que defender | Puntos ganados | Nuevos puntos | Ronda hasta la que avanzó en el torneo              |
| --------------- | ------- | ---------------------- | ------ | ------------------- | -------------- | ------------- | --------------------------------------------------- |
| 1               | 1       | Novak Djokovic         | 13,845 | 2,000               | 2,000          | 13,845        | Campeón, venció a Roger Federer [2]                 |
| 2               | 2       | Roger Federer          | 9,665  | 1,200               | 1,200          | 9,665         | Final, perdió ante Novak Djokovic [1]               |
| 3               | 3       | Andy Murray            | 7,450  | 360                 | 720            | 7,810         | Semifinales, perdió ante Roger Federer [2]          |
| 4               | 4       | Stan Wawrinka          | 5,790  | 360                 | 360            | 5,790         | Cuartos de final, perdió ante Richard Gasquet [21]  |
| 5               | 5       | Kei Nishikori          | 5,660  | 180                 | 45             | 5,560         | Segunda ronda, se retiró ante Santiago Giraldo      |
| 6               | 6       | Tomáš Berdych          | 5,050  | 90                  | 180            | 5,140         | Cuarta ronda, perdió ante Gilles Simon [12]         |
| 7               | 8       | Milos Raonic           | 4,440  | 720                 | 90             | 3,810         | Tercera ronda, perdió ante Nick Kyrgios [26]        |
| 9               | 9       | Marin Čilić            | 3,540  | 360                 | 360            | 3,540         | Cuartos de final, perdió ante Novak Djokovic [1]    |
| 10              | 10      | Rafael Nadal           | 3,135  | 180                 | 45             | 3,000         | Segunda ronda, perdió ante Dustin Brown [Q]         |
| 11              | 11      | Grigor Dimitrov        | 2,600  | 720                 | 90             | 1,970         | Tercera ronda, perdió ante Richard Gasquet [21]     |
| 12              | 13      | Gilles Simon           | 2,435  | 90                  | 360            | 2,705         | Cuartos de final, perdió ante Roger Federer [2]     |
| 13              | 12      | Jo-Wilfried Tsonga     | 2,565  | 180                 | 90             | 2,475         | Tercera ronda, perdió ante Ivo Karlović [23]        |
| 14              | 14      | Kevin Anderson         | 2,090  | 180                 | 180            | 2,090         | Cuarta ronda, perdió ante Novak Djokovic [1]        |
| 15              | 16      | Feliciano López        | 1,935  | 180                 | 45             | 1,800         | Segunda ronda, perdió ante Nikoloz Basilashvili [Q] |
| 16              | 15      | David Goffin           | 2,010  | 10                  | 180            | 2,180         | Cuarta ronda, perdió ante Stan Wawrinka [4]         |
| 17              | 17      | John Isner             | 1,890  | 90                  | 90             | 1,890         | Tercera ronda, perdió ante Marin Čilić [9]          |
| 18              | 18      | Gaël Monfils           | 1,885  | 45                  | 90             | 1,930         | Tercera ronda, perdió ante Gilles Simon [12]        |
| 19              | 19      | Tommy Robredo          | 1,710  | 180                 | 10             | 1,540         | Primera ronda, perdió ante John Millman [Q]         |
| 20              | 22      | Roberto Bautista Agut  | 1,545  | 90+250              | 180+90         | 1,475         | Cuarta ronda, perdió ante Roger Federer [2]         |
| 21              | 20      | Richard Gasquet        | 1,610  | 45                  | 720            | 2,285         | Semifinal, perdió ante Novak Djokovic [1]           |
| 22              | 24      | Viktor Troicki         | 1,494  | (45)                | 180            | 1,629         | Cuarta ronda, perdió ante Vasek Pospisil            |
| 23              | 25      | Ivo Karlović           | 1,385  | 10+150              | 180+45         | 1,450         | Cuarta ronda, perdió ante Andy Murray [3]           |
| 24              | 21      | Leonardo Mayer         | 1,605  | 180                 | 90             | 1,515         | Tercera ronda, perdió ante Kevin Anderson [14]      |
| 25              | 27      | Andreas Seppi          | 1,280  | 10                  | 90             | 1,360         | Tercera ronda, perdió ante Andy Murray [3]          |
| 26              | 29      | Nick Kyrgios           | 1,245  | 360                 | 180            | 1,065         | Cuarta ronda, perdió ante Richard Gasquet [21]      |
| 27              | 26      | Bernard Tomic          | 1,355  | 45                  | 90             | 1,400         | Tercera ronda, perdió ante Novak Djokovic [1]       |
| 28              | 27      | Pablo Cuevas           | 1,502  | 10+250              | 10+45          | 1,297         | Primera ronda, perdió ante Denis Kudla [WC]         |
| 29              | 31      | Guillermo García-López | 1,210  | 10                  | 10             | 1,210         | Primera ronda, perdió ante Pablo Andújar            |
| 30              | 30      | Fabio Fognini          | 1,250  | 90+90               | 45+45          | 1,160         | Segunda ronda, perdió ante Vasek Pospisil           |
| 31              | 31      | Jack Sock              | 1,215  | 45+90               | 10+0           | 1,090         | Primera ronda, perdió ante Sam Groth                |
| 32              | 30      | Dominic Thiem          | 1,235  | 10                  | 45             | 1,270         | Segunda ronda, perdió ante Fernando Verdasco        |

#### Bajas masculinas notables
| Ra. | Jugador      | Puntos | Puntos que defender | Puntos ganados | Nuevos puntos | Motivo            |
| --- | ------------ | ------ | ------------------- | -------------- | ------------- | ----------------- |
| 7   | David Ferrer | 4,490  | 45                  | 0              | 4,445         | lesión en el codo |

### Cuadro individual femenino
| Cabeza de serie | Ranking | Jugadora             | Puntos | Puntos que defender | Puntos ganados | Nuevos puntos | Ronda hasta la que avanzó en el torneo                 |
| --------------- | ------- | -------------------- | ------ | ------------------- | -------------- | ------------- | ------------------------------------------------------ |
| 1               | 1       | Serena Williams      | 11,291 | 130                 | 2000           | 13,291        | Final, venció a Garbiñe Muguruza [20]                  |
| 2               | 2       | Petra Kvitová        | 6,770  | 2,000               | 130            | 4,900         | Tercera ronda, perdió ante Jelena Jankovic [28]        |
| 3               | 3       | Simona Halep         | 6,200  | 780+280             | 10+1           | 5,151         | Primera ronda, perdió ante Jana Čepelová               |
| 4               | 4       | María Sharápova      | 5,950  | 240                 | 780            | 6,490         | Semifinal, perdió ante Serena Williams [1]             |
| 5               | 5       | Caroline Wozniacki   | 5,000  | 240                 | 240            | 5,000         | Cuarta ronda, perdió ante Garbiñe Muguruza [20]        |
| 6               | 6       | Lucie Šafářová       | 4,055  | 780                 | 240            | 3,515         | Cuarta ronda, perdió ante Coco Vandeweghe              |
| 7               | 7       | Ana Ivanovic         | 3,895  | 130                 | 70             | 3,835         | Segunda ronda, perdió ante Bethanie Mattek-Sands [Q]   |
| 8               | 8       | Yekaterina Makarova  | 3,575  | 430                 | 70             | 3,215         | Segunda ronda, perdió ante Magdaléna Rybáriková        |
| 9               | 9       | Carla Suárez Navarro | 3,345  | 70                  | 10             | 3,285         | Primera ronda, perdió ante Jeļena Ostapenko [WC]       |
| 10              | 10      | Angelique Kerber     | 3,285  | 430                 | 130            | 2,985         | Tercera ronda vs Garbiñe Muguruza [20]                 |
| 11              | 11      | Karolína Plíšková    | 3,210  | 70                  | 70             | 3,210         | Segunda ronda, perdió ante Coco Vandeweghe             |
| 12              | 11      | Eugenie Bouchard     | 3,172  | 1,300               | 10             | 1,882         | Primera ronda, perdió ante Duan Yingying [Q]           |
| 13              | 13      | Agnieszka Radwańska  | 3,020  | 240                 | 780            | 3,560         | Semifinal, perdió ante Garbiñe Muguruza [20]           |
| 14              | 14      | Andrea Petkovic      | 2,705  | 130+280             | 130+55         | 2,480         | Tercera ronda, perdió ante Zarina Diyas                |
| 15              | 15      | Timea Bacsinszky     | 2,605  | 110                 | 430            | 2,925         | Cuartos de final, perdió ante Garbiñe Muguruza [20]    |
| 16              | 16      | Venus Williams       | 2,586  | 130                 | 240            | 2,696         | Cuarta ronda, perdió ante Serena Williams [1]          |
| 17              | 17      | Elina Svitolina      | 2,405  | 10                  | 70             | 2,465         | Segunda ronda, perdió ante Casey Dellacqua             |
| 18              | 18      | Sabine Lisicki       | 2,320  | 430                 | 130            | 2,020         | Tercera ronda, perdió ante Timea Bacsinszky [15]       |
| 19              | 19      | Sara Errani          | 2,140  | 10+110              | 70+55          | 2,145         | Segunda ronda, perdió ante Aleksandra Krunić           |
| 20              | 20      | Garbiñe Muguruza     | 2,075  | 10                  | 1300           | 3,365         | Final, perdió ante Serena Williams [1]                 |
| 21              | 21      | Madison Keys         | 1,980  | 130                 | 430            | 2,280         | Cuartos de final, perdió ante Agnieszka Radwańska [13] |
| 22              | 23      | Samantha Stosur      | 1,900  | 10                  | 130            | 2,020         | Tercera ronda, perdió ante Coco Vandeweghe             |
| 23              | 24      | Victoria Azarenka    | 1,892  | 70                  | 430            | 2,252         | Cuartos de final, perdió ante Serena Williams [1]      |
| 24              | 26      | Flavia Pennetta      | 1,847  | 70                  | 10             | 1,787         | Primera ronda, perdió ante Zarina Diyas                |
| 25              | 27      | Alizé Cornet         | 1,845  | 240                 | 70             | 1,675         | Segunda ronda, perdió ante Olga Govortsova [Q]         |
| 26              | 25      | Svetlana Kuznetsova  | 1,866  | 10                  | 70             | 1,926         | Segunda ronda, perdió ante Kristýna Plíšková           |
| 27              | 29      | Barbora Strýcová     | 1,750  | 430                 | 10             | 1,330         | Primera ronda, perdió ante Sloane Stephens             |
| 28              | 30      | Jelena Janković      | 1,685  | 10                  | 240            | 1,915         | Cuarta ronda, perdió ante Agnieszka Radwanska [13]     |
| 29              | 31      | Irina-Camelia Begu   | 1,636  | 70+140              | 130+1          | 1,557         | Tercera ronda, perdió ante María Sharápova [4]         |
| 30              | 22      | Belinda Bencic       | 1,980  | 130                 | 240            | 2,090         | Cuarta ronda, perdió ante Victoria Azarenka [23]       |
| 31              | 32      | Camila Giorgi        | 1,480  | 70+60               | 130+30         | 1,510         | Tercera ronda, perdió ante Caroline Wozniacki [5]      |
| 32              | 33      | Caroline Garcia      | 1,475  | 130                 | 10             | 1,365         | Primera ronda, perdió ante Heather Watson              |

#### Bajas femeninas notables
| Ra. | Jugadora   | Puntos | Puntos que defender | Puntos ganados | Nuevos puntos | Motivo            |
| --- | ---------- | ------ | ------------------- | -------------- | ------------- | ----------------- |
|     | Peng Shuai | 1,842  | 240                 | 0              | 1,602         | lesión de espalda |

## Cabezas de serie dobles
| Jugadores             | Jugadores      | Rank1 | Sem. |
| --------------------- | -------------- | ----- | ---- |
| Bob Bryan             | Mike Bryan     | 2     | 1    |
| Ivan Dodig            | Marcelo Melo   | 7     | 2    |
| Jack Sock             | Vasek Pospisil | 11    | 3    |
| Jean-Julien Rojer     | Horia Tecău    | 15    | 4    |
| Simone Bolelli        | Fabio Fognini  | 20    | 5    |
| Marcel Granollers     | Marc López     | 12    | 6    |
| Marcin Matkowski      | Nenad Zimonjić | 27    | 7    |
| Alexander Peya        | Bruno Soares   | 30    | 8    |
| Rohan Bopanna         | Florin Mergea  | 33    | 9    |
| Pierre-Hugues Herbert | Nicolas Mahut  | 39    | 10   |
| Daniel Nestor         | Leander Paes   | 46    | 11   |
| Pablo Cuevas          | David Marrero  | 54    | 12   |
| Jamie Murray          | John Peers     | 54    | 13   |
| Raven Klaasen         | Rajeev Ram     | 58    | 14   |
| Marin Draganja        | Henri Kontinen | 61    | 15   |
| Juan Sebastián Cabal  | Robert Farah   | 64    | 16   |

| Jugadores               | Jugadores                 | Rank1 | Sem. |
| ----------------------- | ------------------------- | ----- | ---- |
| Sania Mirza             | Martina Hingis            | 3     | 1    |
| Yekaterina Makarova     | Yelena Vesnina            | 6     | 2    |
| Bethanie Mattek-Sands   | Lucie Šafářová            | 11    | 3    |
| Tímea Babos             | Kristina Mladenovic       | 15    | 4    |
| Raquel Kops-Jones       | Abigail Spears            | 28    | 5    |
| Garbiñe Muguruza        | Carla Suárez Navarro      | 32    | 6    |
| Hsieh Su-wei            | Flavia Pennetta           | 33    | 7    |
| Andrea Hlaváčková       | Lucie Hradecká            | 36    | 8    |
| Casey Dellacqua         | Yaroslava Shvedova        | 39    | 9    |
| Caroline Garcia         | Katarina Srebotnik        | 46    | 10   |
| Alla Kudryavtseva       | Anastasiya Pavliuchenkova | 49    | 11   |
| Serena Williams         | Venus Williams            | 266   | 12   |
| Chan Yung-jan           | Zheng Jie                 | 55    | 13   |
| Michaëlla Krajicek      | Barbora Strýcová          | 59    | 14   |
| Anastasia Rodionova     | Arina Rodionova           | 65    | 15   |
| Anabel Medina Garrigues | Arantxa Parra Santonja    | 71    | 16   |

### Dobles mixto
| Jugadores            | Jugadores              | Rank1 | Cabeza de serie |
| -------------------- | ---------------------- | ----- | --------------- |
| Mike Bryan           | Bethanie Mattek-Sands  | 7     | 1               |
| Bruno Soares         | Sania Mirza            | 15    | 2               |
| Marcin Matkowski     | Yelena Vesnina         | 20    | 3               |
| Bob Bryan            | Caroline Garcia        | 22    | 4               |
| Alexander Peya       | Tímea Babos            | 24    | 5               |
| Horia Tecău          | Katarina Srebotnik     | 25    | 6               |
| Leander Paes         | Martina Hingis         | 26    | 7               |
| Daniel Nestor        | Kristina Mladenovic    | 30    | 8               |
| Juan Sebastián Cabal | Cara Black             | 39    | 9               |
| Raven Klaasen        | Raquel Kops-Jones      | 39    | 10              |
| Jean-Julien Rojer    | Anna-Lena Grönefeld    | 42    | 11              |
| Pablo Cuevas         | Flavia Pennetta        | 44    | 12              |
| Florin Mergea        | Michaëlla Krajicek     | 43    | 13              |
| John Peers           | Chan Yung-jan          | 53    | 14              |
| Henri Kontinen       | Zheng Jie              | 54    | 15              |
| Łukasz Kubot         | Andrea Hlaváčková      | 58    | 16              |
| David Marrero        | Arantxa Parra Santonja | 58    | 17              |

## Campeones defensores
| Modalidad                   | Campeón 2014                   | Campeón 2015                  |
| Individual masculino        | Novak Djokovic                 | Novak Djokovic                |
| Individual femenino         | Petra Kvitová                  | Serena Williams               |
| Dobles masculino            | Vasek Pospisil Jack Sock       | Jean-Julien Rojer Horia Tecău |
| Dobles femenino             | Sara Errani Roberta Vinci      | Martina Hingis Sania Mirza    |
| Dobles mixto                | Nenad Zimonjić Samantha Stosur | Leander Paes Martina Hingis   |
| Individual junior masculino | Noah Rubin                     | Reilly Opelka                 |
| Individual junior femenino  | Jeļena Ostapenko               | Sofya Zhuk                    |
| Dobles junior masculino     | Orlando Luz Marcelo Zormann    | Lý Hoàng Nam Sumit Nagal      |
| Dobles junior femenino      | Tami Grende Ye Qiuyu           | Dalma Gálfi Fanny Stollár     |

## Invitados
| - Liam Broady - Kyle Edmund - Lleyton Hewitt - Nicolas Mahut - James Ward - Matthew Ebden - Brydan Klein - Denis Kudla | - Naomi Broady - Johanna Konta - Anett Kontaveit - Jeļena Ostapenko - Laura Robson |

| - Luke Bambridge / Liam Broady - Edward Corrie / Kyle Edmund - Matthew Ebden / James Ward - Lleyton Hewitt / Thanasi Kokkinakis - Jonathan Marray / Frederik Nielsen - Ken Skupski / Neal Skupski | - Naomi Broady / Emily Webley-Smith - Johanna Konta / María Sánchez - Jocelyn Rae / Anna Smith |

| - Colin Fleming / Jocelyn Rae - Lleyton Hewitt / Casey Dellacqua - Jonathan Marray / Anna Smith - Ken Skupski / Johanna Konta - Neal Skupski / Lisa Raymond |

## Clasificación
| 1. Vincent Millot 2. Alejandro Falla 3. Elias Ymer 4. Hiroki Moriya 5. Luke Saville 6. Igor Sijsling 7. Pierre-Hugues Herbert 8. Yūichi Sugita 9. Nikoloz Basilashvili 10. John-Patrick Smith 11. Michael Berrer 12. Dustin Brown 13. Aleksandr Nedovyesov 14. Horacio Zeballos 15. John Millman 16. Kenny de Schepper 1. Luca Vanni | 1. Laura Siegemund 2. Aliaksandra Sasnovich 3. Xu Yifan 4. Sachia Vickery 5. Margarita Gasparyan 6. Richèl Hogenkamp 7. Olga Govortsova 8. Duan Yingying 9. Tamira Paszek 10. Petra Cetkovská 11. Bethanie Mattek-Sands 12. Hsieh Su-wei |

| 1. Sergey Betov / Alexander Bury 2. Jonathan Erlich / Philipp Petzschner 3. Mateusz Kowalczyk / Igor Zelenay 4. Fabrice Martin / Purav Raja | 1. Elizaveta Kulichkova / Evgeniya Rodina 2. Johanna Larsson / Petra Martić 3. Wang Yafan / Zhang Kailin 4. Magda Linette / Mandy Minella |

## Finales

### Sénior

#### Individual masculino
Novak Djokovic venció a  Roger Federer por 7-6(1), 6-7(10), 6-4, 6-3

#### Individual femenino
Serena Williams venció a  Garbiñe Muguruza por 6-4, 6-4

#### Dobles masculino
Jean-Julien Rojer /  Horia Tecău vencieron a  Jamie Murray /  John Peers por 7-6(5), 6-4, 6-4

#### Dobles femenino
Martina Hingis /  Sania Mirza vencieron a  Yekaterina Makarova /  Yelena Vesnina por 5-7, 7-6(4), 7-5

#### Dobles mixtos
Martina Hingis /  Leander Paes vencieron a  Tímea Babos /  Alexander Peya por 6-1, 6-1

### Júnior

#### Individual masculino
Reilly Opelka venció a  Mikael Ymer por 7–6(5), 6–4

#### Individual femenino
Sofya Zhuk venció a  Anna Blinkova por 7-5, 6-4

#### Dobles masculino
Lý Hoàng Nam /  Sumit Nagal vencieron a   Reilly Opelka /  Akira Santillan por 7–6(4), 6–4

#### Dobles femenino
Dalma Gálfi /  Fanny Stollár vencieron a  Vera Lapko /  Tereza Mihalíková por 6–3, 6–2

### Leyendas

#### Leyendas mayores masculinas
/   vencen a  /  por

#### Leyendas femeninas
/   vencen a  /  por

### Leyendas mayores masculinas
/   vencen a  /  por

### Silla de ruedas

#### Dobles masculino
/   vencen a  /  por

#### Dobles femenino
/   vencen a  /  por